# Per Enflo
Per Henrik Enflo (nacido el 20 de mayo de 1944) es un matemático y un músico sueco, catedrático emérito de matemáticas en la Universidad Estatal de Kent, en Ohio (Estados Unidos). Resolvió varios problemas abiertos en análisis funcional, y ha aplicado métodos matemáticos para modelizar cuestiones relacionadas con la evolución. Además, es un reconocido pianista.

## Semblanza

### Formación
Enflo nació en Estocolmo (Suecia) en 1944. Sus padres eran un experto en geometría y una actriz, y tuvieron cinco hijos. Per tuvo un interés temprano por las matemáticas, la música y correr. En 1956, dio su primer recital de piano en público y unos meses más tarde ganó un concurso abierto a jóvenes pianistas suecos, con motivo del 200 aniversario del nacimiento de Wolfgang Amadeus Mozart, tras lo que fue invitado a tocar la parte solista de un concierto para piano de Mozart con la orquesta de la Ópera Real Sueca. En esta época también estudió composición. En 1961 quedó primero y segundo respectivamente en concursos nacionales, uno en piano y otro en matemáticas. Mientras comenzaba sus estudios superiores en matemáticas y física en la Universidad de Estocolmo, Per Enflo dio varios conciertos, tanto privados como públicos, debutando en el Konserthuset de Estocolmo en 1963.
A mediados de la década de 1960, Hans Rådström de la Universidad de Estocolmo sugirió que Enflo estudiara el quinto problema de Hilbert en infinitas dimensiones. Enflo publicó 5 artículos sobre el tema, reunidos en su tesis doctoral que defendió en 1970.

### Contribuciones al problema de la base
En 1971, obtuvo una beca de investigación para asistir a la Universidad de California en Berkeley. Fue durante este período cuando logró construir contraejemplos para varias conjeturas importantes sobre los espacios de Banach: el problema de la base de Stefan Banach, un problema cercano planteado por Stanislaw Mazur en el libro escocés (problema 153, del 6 de noviembre de 1936) y por cuya resolución Mazur había prometido un ganso vivo, y el problema de aproximación cuya centralidad Alexander Grothendieck había demostrado para la teoría de los espacios de Banach y los operadores lineales continuos.
El problema básico es determinar si cada espacio de Banach separable posee una base de Schauder. Si V es un espacio de Banach en un cuerpo conmutativo F, una base de Schauder es una secuencia (bn) de elementos de V tal que para cualquier elemento v ∈ V existe una secuencia única (an) de elementos de F tal que
{\displaystyle v=\sum _{n\in \mathbb {N} }\alpha _{n}b_{n}\,}
donde la convergencia se entiende en relación con la topología definida por el estándar. La pregunta que se planteó Mazur fue determinar si para cualquier función continua en dos variables {\displaystyle f(x,y)}, definida para {\displaystyle 0\leq x,y\leq 1} y para cualquier número {\displaystyle \epsilon >0}, existen números {\displaystyle a_{1},\cdots a_{n},b_{1},\cdots ,b_{n},c_{1},\cdots ,c_{n}} con la propiedad de que {\displaystyle |f(x,y)-\sum _{k=1}^{n}c_{k}f(a_{k},y)f(x,b_{k})|\leq \epsilon } en el intervalo {\displaystyle 0\leq x,y\leq 1}.

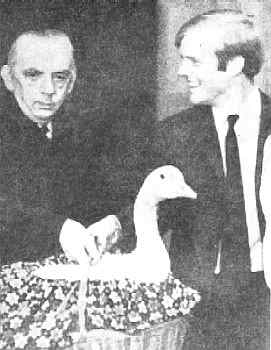
Stanislaw Mazur entregó a Enflo en 1972 la oca prometida por la resolución de su problema contenido en el libro escocés

Finalmente, el problema de aproximación es el de determinar si algún espacio de Banach tiene la propiedad de aproximación, es decir si algún operador compacto en un espacio de Banach es un límite de operadores de rango finito. Estas tres preguntas están estrechamente relacionadas. Alexander Grothendieck demostró, por ejemplo, que una respuesta negativa a la pregunta de Mazur también da una respuesta negativa al problema de aproximación. Además, si la propiedad de aproximación es cierta, existe una base de Schauder (que se obtiene de las proyecciones de los operadores). En 1972, Per Enflo construyó un espacio de Banach separable sin la propiedad de aproximación y, por lo tanto, sin una base de Schauder, y recibió el ganso vivo prometido por parte de Mazur durante una ceremonia celebrada en el centro Stefan Banach de Varsovia, ampliamente comentada por los medios de comunicación de toda Polonia.

### Problema de los subespacios invariantes
En el seminario de análisis funcional de la École Polytechnique (conocido como seminario Maurey-Schwartz) del 24 de febrero y 2 de marzo de 1976, Enflo esbozó un programa para resolver (en negativo) otra pregunta importante del análisis funcional, el problema de los subespacios invariantes: ¿Admite un operador acotado en un espacio de Banach un subespacio cerrado invariante no trivial? El manuscrito final sería aceptado por la revista Acta Mathematica el 21 de marzo de 1985 (y publicado en 1987). El espacio de Banach construido por Enflo como contraejemplo es el complemento, para una determinada norma, de los polinomios con una variable x con coeficientes complejos, y el operador es la multiplicación por la variable x.
Una idea esencial en la construcción de Enflo es la "concentración de polinomios de bajo grado": para todos los enteros positivos m y n, existe una constante C(m, n) > 0 tal que para todo par de polinomios homogéneos P y Q de grados m y n (con k variables), |PQ| = C(m, n)|P||Q|, donde |P| designa la suma de los valores absolutos de los coeficientes de P. Enflo demostró que C(m, n) no depende del número de variables k. Su prueba original fue simplificada por Hugh Lowell Montgomery, y el resultado se generalizó a otras normas en el espacio vectorial de los polinomios homogéneos. Estas ideas tienen consecuencias importantes en teoría de números, y para la factorización de polinomios.

### Trabajos en dinámica poblacional
Enflo también ha publicado varios artículos sobre genética de poblaciones, paleoantropología, así como la dinámica de la población del mejillón cebra en el lago Erie. Con John D. Hawks y Milford H. Wolpoff, Enflo en particular propuso una explicación de la evidencia fósil del ADN de los neandertales en los humanos modernos. Efectivamente, existe un debate sobre la evolución del ser humano, entre quienes piensan que hubo una aparición del hombre actual en muchas regiones de forma independiente y quienes creen en un único origen africano del hombre moderno que luego emigró. El estudio del ADN (mitocondrial) es una forma de explorar posibles vínculos genéticos entre los neandertales y los humanos modernos, pero su interpretación es delicada. Enflo propuso un modelo de teoría de distribución de especies para explicar este hecho, la dinámica fuente-sumidero.
Un sumidero es una región donde la tasa de reproducción está por debajo de la tasa de reemplazo y que, por lo tanto, solo permanece poblada si hay inmigración de fuentes poblacionales, creando entonces un gradiente genético. Si este fuera el caso de Europa durante la era neandertal y el paleolítico, esto explicaría por qué el ADN mitocondrial actual no deriva del de los neandertales europeos, siendo las variaciones genéticas de estos últimos pequeñas en comparación con la renovación y el reemplazo por poblaciones originarias de las fuentes.

### Carrera académica
Per Enflo enseñó en la Universidad Stanford, en la École Polytechnique, en el Instituto Mittag-Leffler, el Real Instituto de Tecnología de Estocolmo, antes de convertirse en 1989 en profesor en la Universidad Estatal de Kent, donde ha permanecido de emérito desde junio de 2012. Recibió un premio por la calidad de su enseñanza en 2005.

### Concertista de piano
Además de su labor docente y sus investigaciones científicas, Enflo todavía se dedica a la música. En 1999 participó en el primer concurso internacional anual de piano de la Fundación Van Cliburn para aficionados.
Ha dado recitales en muchos países, en particular en Östervåla en Suecia y en la Escuela Nacional de Música de Sofía, en Bulgaria. Toca regularmente en la zona de Kent (Ohio), así como en Columbus, con la Triune Festival Orchestra. Sus recitales de piano solo se han transmitido en WOSU Radio Classical Network, patrocinadas por la Universidad Estatal de Ohio. Ha grabado varios discos, entre ellos las sonatas de Strauss y Enescu en 2005, y de Beethoven en 2007, con el violinista Hristo Popov. En marzo de 2013 dio un recital con este último en el Carnegie Hall.

## Reconocimientos
- Premio Edlund, de la Real Academia Sueca de Ciencias, en 1973.
- La medalla Celsius, de la Real Academia Sueca de Ciencias, en 1977.
- Premio al Académico Distinguido de la Universidad Estatal de Kent[14] en 2005.